# Abrocoma boliviensis
Abrocoma boliviensis е вид бозайник от семейство Чинчилови плъхове (Abrocomidae). Видът е критично застрашен от изчезване.

## Разпространение
Видът е разпространен в Боливия.